# Calascibetta
Calascibetta (Calaxibbetta in siciliano) è un comune italiano di 3 979 abitanti del libero consorzio comunale di Enna in Sicilia. Fa parte del circuito dei borghi più belli d'Italia.

## Origine del nome
L'origine del toponimo Calascibetta risulta evidente soprattutto nel primo elemento, che deriva dall'arabo قَلْعَة qalʾat 'castello', 'fortezza'. La restante parte del nome potrebbe essere collegata al termine arabo sibitt, šabaṯ 'aneto' o ad altro fitonimo avente š.b.ṭ per radice, oppure ancora a šabāt 'punta'.
In lingua siciliana la cittadina viene chiamata Calascibbetta, spesso trascritta Calaxibbetta secondo l'antica grafia siciliana della fricativa postalveolare sorda [ʃ]. Gli abitanti della vicina Enna sono soliti chiamarla Sciurbi (scritto Xurbi), derivante dal latino ex urbe 'fuori dalla città', data la posizione di Calascibetta rispetto al capoluogo.

## Geografia fisica
È situata sui monti Erei, in una zona collinare interna; sullo spartiacque fra i bacini dei fiumi Simeto e Imera Meridionale. È posta a 880 metri sopra il livello del mare, come si rileva dalla cartina dell'I.G.M.  A nord-est, in direzione di Leonforte si trova il lago Nicoletti mentre a ovest il lago Morello, entrambi di origine artificiale.

## Storia
Si presume che Calascibetta sia nata nel IX secolo come accampamento militare musulmano, sulla rocca antistante Henna, per tentare l'assedio della roccaforte bizantina. Il territorio fu abitato già in epoca antichissima dai Sicani, come testimoniano le necropoli della Calcarella (XI-X secolo a.C.), di Realmese (con tombe dei secoli IX e VI secolo a.C.), di Valle Coniglio (sec. X-VII a.C.) e di Malpasso (età del rame).
Frequentata in epoca bizantina come attestano documenti ottocenteschi relativi a grotte basiliane affrescate, si ritiene che una vera e propria fondazione di Calascibetta sia avvenuta con la conquista normanna dell'isola, dove appare menzionata nel 1062, quando fu fortificata da Ruggero I, che fece costruire il castello denominato “Marco”, la prima cinta muraria, il primo borgo, durante l'assedio di Castrogiovanni, e il grande duomo dedicandolo alla Vergine Maria e all'Apostolo San Pietro.
In seguito rimasta città demaniale, conosce un periodo di ineguagliato splendore, favorita e preferita come fu dai re siciliani della Dinastia Aragona, tra cui Pietro II che durante un soggiorno vi spirò, che la dotarono, sull'esempio dei normanni, di templi e monumenti. I suoi abitanti sono chiamati xibetani.

## Siti archeologici
La Necropoli di Realmese è un sito archeologico dell'Età del Ferro, a tre chilometri da Calascibetta. Questo sito è una necropoli di tipo pantalicano, costituita da 288 tombe a "grotticella" molto particolari, risalenti al periodo compreso tra il IX e il'VI secolo a.C. È facilmente raggiungibile dall'autostrada A19 uscita Enna. Per trovarlo ci sono molte indicazioni stradali a partire dall'uscita dell'autostrada in poi, è raggiungibile anche dai pullman, all'interno del parco archeologico vi è un ampio parcheggio. I reperti rinvenuti dall'archeologo Luigi Bernabò Brea tra il 1949 ed il 1951 sono esposti presso il Museo Paolo Orsi di Siracusa ed il museo Varisano di Enna.

## Cultura

### I monumenti

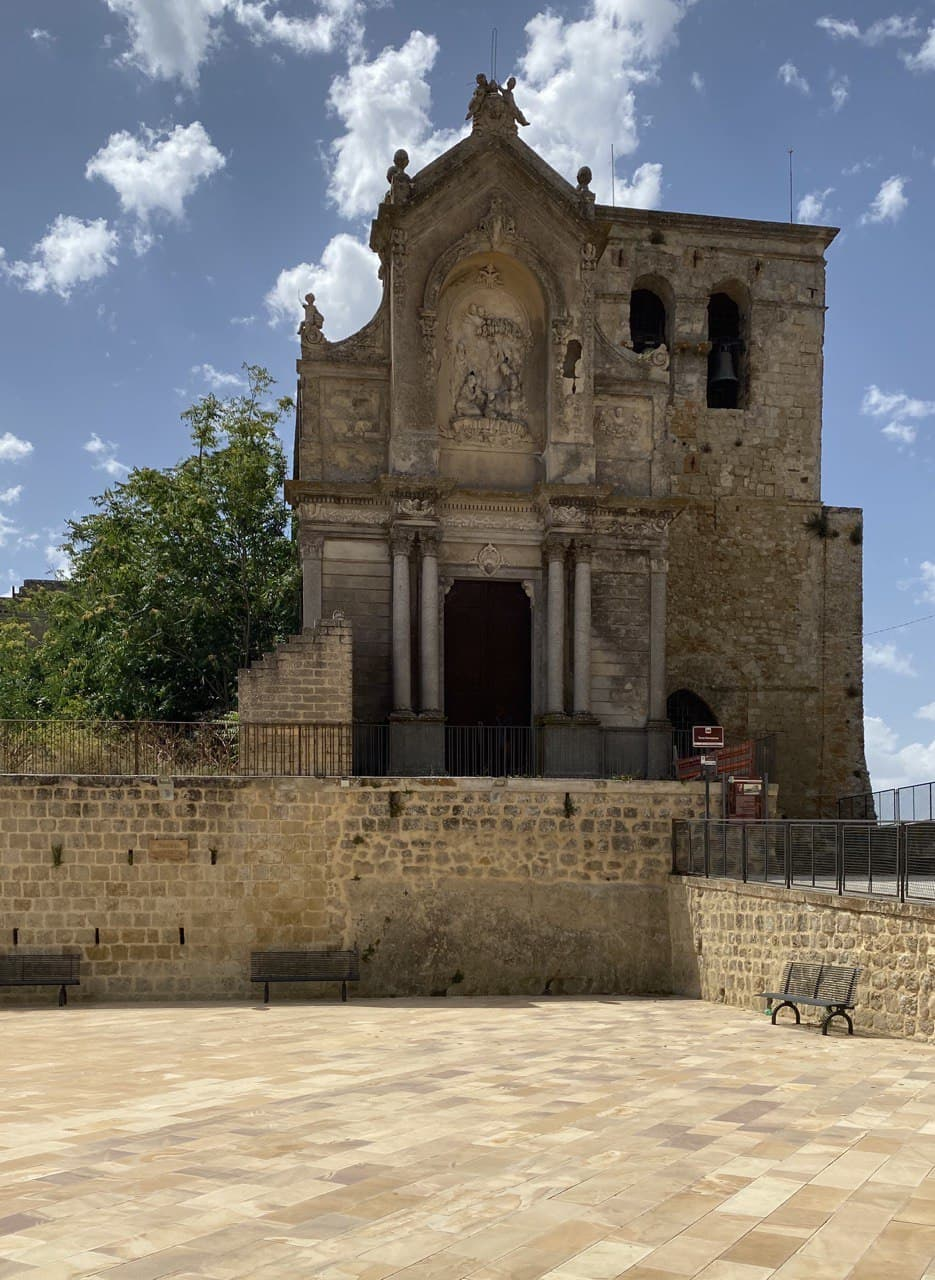
La Torre Normanna

- Chiesa Maria SS. del Monte Carmelo;
- Chiesa Madre di San Pietro e Santa Maria Maggiore, fondata nel 1340 dal re Pietro II di Sicilia che nel 1342 la elevò a Regia Cappella Palatina, la seconda del Regno di Sicilia dopo quella di Palermo. Il suo tesoro è conservato presso il museo diocesano di Caltanissetta. Ospita sculture in marmo di scuola gaginiana del XVI sec.;
- Chiesa di San Giovanni Evangelista, detta anche di Santa Lucia o Collegio di Maria;
- Chiesa Maria SS. dell'Itria;
- Chiesa del SS. Salvatore o di San Benedetto;
- Chiesa di San Giuseppe;
- Chiesa di San Vincenzo;
- Chiesa di Sant'Antonio Abate, edificata nel 1409, nel XVII sec. fu ristrutturata, in seguito all'annerimento delle pareti dovute ad un fulmine, oggi mostra numerosi stucchi di Barocco Siciliano;
- Cappella del SS. Crocifisso, detta Chiesa di Santa Barbara dall'antico ospedale annesso del 1347 già succursale dell'Ospedale di Santo Spirito di Roma in Saxia;
- Chiesa di San Francesco d'Assisi (Convento dei Cappuccini), che conserva l'adorazione dei magi, una pregevolissima tela del pittore manierista toscano Filippo Paladini del 1610;
- Santuario Maria SS. di Buonriposo;
- Chiesa Maria SS. della Catena;
- Chiesa di San Paolo;
- Parrocchia Ortodossa San Giovanni Battista, (già chiesa San Domenico);
- Chiesa di San Pietro;
- Torre Normanna;
- Villaggio bizantino di contrada Canalotto
- Necropoli di Realmese.
- Antico Quartiere Ebraico, Calascibetta fu una delle 57 città con comunità ebraica della Sicilia dal 1350 al 1492. Le vie: Giudea, Faranna, e Roma già via Borgo, costituiscono il cuore dell'antico quartiere ebraico della città. Il mikveh (vasca per la purificazione) è collocato nella via Giudea bassa;

## Economia
È basata sull'agricoltura: cereali, agrumi, mandorle, uve per vino e sull'allevamento di ovini e bovini. Sono presenti talune industrie di trasformazione; sono inoltre presenti miniere di zolfo (ormai chiuse) e cave di sabbia.

## Società

### Evoluzione demografica
Abitanti censiti

## Amministrazione
Di seguito è presentata una tabella relativa alle amministrazioni che si sono succedute in questo comune.
| Periodo          | Periodo          | Primo cittadino             | Partito                         | Carica      | Note  |
| ---------------- | ---------------- | --------------------------- | ------------------------------- | ----------- | ----- |
| 21 giugno 1988   | 28 dicembre 1989 | Giuseppe Di Franco          | Democrazia Cristiana            | Sindaco     | [ 9 ] |
| 28 dicembre 1989 | 26 gennaio 1991  | Calogero Zaffora            | Partito Comunista Italiano      | Sindaco     | [ 9 ] |
| 1º marzo 1991    | 9 gennaio 1992   | Umberto Barberi             |                                 | Comm. pref. | [ 9 ] |
| 9 gennaio 1992   | 6 maggio 1993    | Salvatore Rosso             | Democrazia Cristiana            | Sindaco     | [ 9 ] |
| 13 maggio 1993   | 8 gennaio 1994   | Salvatore Rosario Puglisi   | Democrazia Cristiana            | Sindaco     | [ 9 ] |
| 4 luglio 1994    | 25 maggio 1998   | Giuseppe Lo Vetri           | -                               | Sindaco     | [ 9 ] |
| 25 maggio 1998   | 27 maggio 2003   | Calogero Zaffora            | centro-sinistra                 | Sindaco     | [ 9 ] |
| 27 maggio 2003   | 17 giugno 2008   | Giuseppe Lo Vetri           | lista civica                    | Sindaco     | [ 9 ] |
| 17 giugno 2008   | 11 giugno 2013   | Piero Antonio Santi Capizzi | lista civica                    | Sindaco     | [ 9 ] |
| 11 giugno 2013   | 7 luglio 2015    | Carmelo Cucci               | centro-sinistra                 | Sindaco     | [ 9 ] |
| 7 luglio 2015    | in carica        | Piero Antonio Santi Capizzi | lista civica di centro-sinistra | Sindaco     | [ 9 ] |